# Marais alcalin de Chicheboville-Bellengreville
Marais alcalin de Chicheboville-Bellengreville este o arie protejată (sit de importanță comunitară — SCI) din Franța întinsă pe o suprafață de 154 ha, integral pe uscat.

## Localizare
Centrul sitului Marais alcalin de Chicheboville-Bellengreville este situat la coordonatele 49°06′56″N 0°12′43″W / 49.11556°N 0.21194°V.

## Înființare
Situl Marais alcalin de Chicheboville-Bellengreville a fost declarat arie specială de conservare în baza directivei 92/43 din 1992 referitoare la conservarea habitatelor naturale și a faunei și florei sălbatice pentru a proteja 4 specii de animale.

## Biodiversitate
Situată în ecoregiunea atlantică, aria protejată conține 7 habitate naturale: Liziere de ierburi înalte hidrofile de câmpie și de nivel montan până la alpin, Mlaștini alcaline, Pajiști cu Molinia pe soluri calcaroase, turboase sau argilos-nămoloase (Molinion caeruleae), Lacuri și iazuri distrofice naturale, Lacuri eutrofice naturale cu vegetație de tip Magnopotamion sau Hydrocharition, Mlaștini calcaroase cu Cladium mariscus și specii de Caricion davallianae, Ape puternic oligomezotrofe cu vegetație bentonică cu Chara spp..
La baza desemnării sitului se află mai multe specii protejate de  nevertebrate (4): Coenagrion mercuriale, Euplagia quadripunctaria, Vertigo angustior, Vertigo moulinsiana.
Pe lângă speciile protejate, pe teritoriul sitului au mai fost identificate 2 specii de plante, 2 specii de păsări, 1 specie de nevertebrate.